# Шугар-Гілл (Нью-Гемпшир)
Шугар-Гілл (англ. Sugar Hill) — місто (англ. town) в США, в окрузі Ґрафтон штату Нью-Гемпшир. Населення — 647 осіб (2020).

## Демографія
Згідно з переписом 2010 року, у місті мешкали 563 особи в 254 домогосподарствах у складі 170 родин. Було 429 помешкань
Расовий склад населення:
| - 96,1 % — білих - 2,0 % — азіатів |

До двох чи більше рас належало 1,4 %. Частка іспаномовних становила 1,8 % від усіх жителів.
За віковим діапазоном населення розподілялося таким чином: 18,3 % — особи молодші 18 років, 61,3 % — особи у віці 18—64 років, 20,4 % — особи у віці 65 років та старші. Медіана віку мешканця становила 52,4 року. На 100 осіб жіночої статі у місті припадало 99,6 чоловіків;  на 100 жінок у віці від 18 років та старших — 95,7 чоловіків також старших 18 років.
Середній дохід на одне домашнє господарство  становив 113 225 доларів США (медіана — 83 125), а середній дохід на одну сім'ю — 130 397 доларів (медіана — 98 611). Медіана доходів становила 68 500 доларів для чоловіків та 53 500 доларів для жінок. За межею бідності перебувало 1,9 % осіб, у тому числі 0,0 % дітей у віці до 18 років та 0,0 % осіб у віці 65 років та старших.
Цивільне працевлаштоване населення становило 351 особа. Основні галузі зайнятості: освіта, охорона здоров'я та соціальна допомога — 29,3 %, роздрібна торгівля — 16,8 %, мистецтво, розваги та відпочинок — 16,2 %.